# فارماکوژنومیک

SNP (چندریختی تک-نوکلئوتید) می‌تواند روی فعالیت داروها تاثیر بگذارد.

فارماکوژنومیک (به فرانسوی: Pharmacogénomique) دانش بررسی نقش ژنوم در پاسخ داروها است. واژهٔ فارماکوژنومیک مخلوطی از دو واژهٔ فارماکولوژی و ژنومیک است. فارماکوژنومیک چگونگی آرایش ژنتیک یک شخص را درپاسخ به داروها شناسایی می‌کند.